# Full Court Press
| Recensione | Giudizio |
| ---------- | -------- |
| Pitchfork  | 6.9/10   |

Full Court Press è un album collaborativo del DJ statunitense Girl Talk con i rapper Wiz Khalifa, Big K.R.I.T. e Smoke DZA.
È stato pubblicato l'8 aprile 2022 dalle etichette Asylum Records e Taylor Gang Entertainment.
Full Court Press è il primo album di Girl Talk in oltre un decennio, dopo All Day del 2010.

## Antefatti
Il 9 marzo del 2022 è stato pubblicato il brano Put You On come primo singolo estratto dall'album, assieme al suo video in stile animato diretto da Lisa Ramsey.
Il 23 marzo successivo è stato pubblicato invece How the Story Goes, mentre il 6 aprile è stato pubblicato il video ufficiale di Ain't No Fun.
In seguito alla pubblicazione dell'album, il 2 dicembre è stato pubblicato il video ufficiale di Season, diretto da Slick Jackson.
Girl Talk aveva in precedenza collaborato con tutti e 3 gli artisti separatamente, avendo prodotto nel 2017 la canzone Steam Room di Wiz Khalifa, facente parte dell'EP Bong Rips, nel 2018 la traccia The Hook Up di Smoke DZA, facente parte dell'album Not for Sale, e la canzone Santos Party House di Wiz Khalifa, Big K.R.I.T. e Curren$y, estratta dall'album Homegrown del 2020.

## Recensione
David Aaron Brake di HipHopDX ha definito l'album "particolarmente unico, dato lo stile unico di ciascuno dei diversi rapper", ma nonostante le loro differenze "le loro distinte influenze si fondono perfettamente grazie alla produzione premurosa e carica di anima di Girl Talk". Evan Rytlewski di Pitchfork ha elogiato in modo specifico la performance di Khalifa, scrivendo che mentre il suo "tracciato con gli album è orribile... come se il peso di portare avanti un progetto intero gli risucchiasse tutta l'aria prima ancora che arrivasse alla fine", " a piccole dosi è una macchina di carisma, e con tre co-headliner ad aiutarlo a portare il peso, rappa con insolita giovialità". Rytlewski ha anche elogiato le capacità curatoriali di Girl Talk, sottolineando che "produce come se il suo dito fosse sempre in bilico sul pulsante "skip" nel caso in cui le cose diventassero noiose", ma che "è un suo merito che su Full Court Press non evidenziano mai".

## Tracce
Musiche di Girl Talk.
1. Wiz Khalifa, Smoke DZA & Girl Talk – Mind Blown – 3:36
2. Wiz Khalifa, Big K.R.I.T., Girl Talk & Smoke DZA – Put You On – 2:56
3. Smoke DZA & Girl Talk – Season – 3:07
4. Girl Talk, Wiz Khalifa & Big K.R.I.T. – How the Story Goes – 3:09
5. Wiz Khalifa, Big K.R.I.T., Girl Talk & Smoke DZA – No Singles – 2:30
6. Wiz Khalifa & Girl Talk – Ready for Love (feat. Nile Rodgers) – 3:14
7. Big K.R.I.T., Smoke DZA & Girl Talk – Revenge of the Cool – 3:09
8. Wiz Khalifa, Big K.R.I.T., Girl Talk & Smoke DZA – Ain’t No Fun – 2:27
9. Big K.R.I.T. & Girl Talk – Fly the Coop – 3:19
10. Wiz Khalifa, Big K.R.I.T., Girl Talk & Smoke DZA – Everyday (feat. Curren$y) – 3:52

### Annotazioni e campionamenti
- Season è inclusa nella colonna sonora del videogioco FIFA 23[14]
- No Singles interpola Boyz-n-the Hood di Eazy-E, estratta dall'album N.W.A. and the Posse degli N.W.A. del 1987[15], ed è inclusa nella colonna sonora del videogioco MLB 2023: The Show[16]
- Ready for Love interpola Soup for One degli Chic, estratta dalla colonna sonora ufficiale del film Soup for One del 1982, e campiona Lady (Hear Me Tonight) dei Modjo, estratta dall'album Modjo del 2000[17]
- Ain’t No Fun campiona Ain’t No Fun (If the Homies Can’t Have None) di Snoop Dogg, Nate Dogg, Kurupt & Warren G, estratta da Doggystyle del 1996[18]
- Fly the Coop è inclusa nella colonna sonora del videogioco MLB 2023: The Show